# Ladislao di Croazia
Ladislao o Vladislav (... – 835) è stato il nipote e successore del duca Borna della Croazia bianca.
Regnò sulla costa croata dall'821 all'835.
La capitale del suo Stato era Nona ed era un vassallo di Lotario I, imperatore dei Franchi.